# Kabupaten Kebumen
Kabupaten Kebumen är ett kabupaten i Indonesien.   Det ligger i provinsen Jawa Tengah, i den västra delen av landet, 300 km sydost om huvudstaden Jakarta. Antalet invånare är 1 218 169.